# Стената (филм)
 Тази статия е за българския филм.  За албума на Пинк Флойд вижте Стената.  За базирания на него филм вижте Пинк Флойд Стената.
„Стената“ е български игрален филм (драма) от 1984 година на режисьора Емил Цанев, по сценарий на Владимир Ганев. Оператор е Димитър Лисичаров. Създаден е по действителен случай и по мотиви от повестта „Тежък изпит“ на Радослав Михайлов. Музиката във филма е композирана от Кирил Дончев.

## Сюжет
Строеж на огромна язовирна стена. Ръководител е Чичов – човек с дългогодишен опит, който знае, че трябва да спази пусковия срок, дори с цената на нарушения. Негов опонент е инженер Марин Маринов – млад специалист, икономически директор на строежа, който вярва в дисциплината и финансовия ред. Принципният спор между двамата предизвиква силни психологически сътресения, които всеки преживява по своему.

## Състав

### Актьорски състав
| Роля                       | Изпълнител                                            |
|                            | Ролите изпълняват:                                    |
| -------------------------- | ----------------------------------------------------- |
| инж. Марин Маринов         | Иван Иванов                                           |
| Георги Чичов               | н.а. Георги Георгиев – Гец                            |
| Жана Лазарова              | Анета Сотирова                                        |
| кака Желязка               | з.а. Катя Чукова                                      |
| Крум                       | Павел Поппандов                                       |
| шофьор                     | Никола Тодев                                          |
|                            | Никола Латев                                          |
| шофьорът Борчо             | з.а. Велко Кънев                                      |
| „Негърът“- изчислител      | з.а. Петър Слабаков                                   |
| главният следовател        | з.а. Борис Луканов                                    |
|                            | В епизодите:                                          |
| началникът на обединението | з.а. Любомир Димитров                                 |
| Келпеден                   | з.а. Веселин Вълков                                   |
| Милка, жената на Борчо     | Сашка Братанова                                       |
| шофьор                     | Стефан Попов                                          |
| счетоводител               | Светозар Неделчев (като Светлозар Неделчев)           |
|                            | Огнян Узунов                                          |
| счетоводителят Загорков    | Георги Кишкилов                                       |
|                            | Румен Димитров                                        |
| счетоводител               | Георги Георгиев – Гочето (като Георги Георгиев)       |
|                            | Свилен Тонев                                          |
|                            | Васил Вачев                                           |
|                            | Красимир Вълканов                                     |
|                            | Добри Добрев                                          |
|                            | Любов Павлова                                         |
|                            | Владимир Давчев                                       |
| Кирчо, бармана             | Кирил Господинов                                      |
| Йохан                      | Иван Григоров (не е посочен в надписите на филма)     |
|                            | Антон Радичев (не е посочен в надписите на филма)     |
|                            | Ангел Георгиев (не е посочен в надписите на филма)    |
|                            | Иван Янчев (не е посочен в надписите на филма)        |
|                            | Цочо Керкенезов (не е посочен в надписите на филма)   |
|                            | Янко Янков (не е посочен в надписите на филма)        |
|                            | Нина Арнаудова (не е посочена в надписите на филма)   |
|                            | Румяна Първанова (не е посочена в надписите на филма) |
|                            | Росица Брадинова (не е посочена в надписите на филма) |

### Творчески и технически екип
| Режисьор             | Емил Цанев                                                           |
| Сценарий             | Владимир Ганев                                                       |
| Оператор             | Димитър Лисичаров                                                    |
| Художник             | Константин Джидров                                                   |
| Музика               | Кирил Дончев                                                         |
| Звук                 | Милка Калоянова                                                      |
| Декор и костюми      | Борис Нешев                                                          |
| Редактор             | Веселин Панайотов                                                    |
| Консултанти          | Димитър Мишев Марин Маринов                                          |
| Втори режисьор       | Илия Костов                                                          |
| Асистент-режисьори   | Даша Тенева Анна Вълчева                                             |
| Асистент-оператори   | Александър Иванов Веселин Кръстев Тодор Каменов                      |
| Монтаж               | Капка Михайлова                                                      |
| Фотограф             | Николай Господинов                                                   |
| Осветление           | Пламен Христов Николай Колев Илиан Йорданов Стамен Атанасов          |
| Кранист              | Георги Якимов                                                        |
| Грим                 | Кети Симова                                                          |
| Втори художник       | Биляна Костова                                                       |
| Реквизит             | Георги Цунижев                                                       |
| Гардероб             | Паунка Дичева                                                        |
| ОДП                  | Недко Недков Стефан Зафиров                                          |
| Тонтехник            | Владимир Калоянов                                                    |
| Асистенти по монтажа | Румяна Бонева Елена Сапунджиева                                      |
| Организатори         | Тома Шивачев Виолета Якимова Юрий Петров                             |
| Директор             | Борислав Симов                                                       |
| Разпрострранение     | Българска кинематография Първи творчески колектив /Copyright © 1984/ |

## Награди
- Наградата за мъжка роля на Георги Георгиев – Гец на ФБИФ (Варна, 1984)
- Наградата за дебют на режисьора Емил Цанев на ФБИФ (Варна, 1984)
- Наградата за музика на Кирил Дончев на ФБИФ (Варна, 1984)